# Panicum haplocaulos
Panicum haplocaulos är en gräsart som beskrevs av Pilg.. Panicum haplocaulos ingår i släktet vipphirser, och familjen gräs. Inga underarter finns listade i Catalogue of Life.